# الغبار السام
سمّ الغبار هو فيلم وثائقي أمريكي صدر عام 2005، يتناول آثار الحروب والصراعات على البيئة وصحة الإنسان من خلال تسليط الضوء على القنابل الذرية والمواد الكيميائية المستخدمة في الحروب الحديثة. يشارك في الفيلم عدد من الخبراء والنشطاء البارزين مثل رمزي كلارك، وزير العدل الأمريكي السابق، وخوان غونزاليس، الصحفي والكاتب، بالإضافة إلى روزالي بيرتل، الباحثة في الصحة البيئية، وهيلين كالدكوت، الطبيبة والناشطة المناهضة للأسلحة النووية، والعالم الفيزيائي ميشيو كاكو. أخرجه سو هاريس، ويهدف الفيلم إلى رفع الوعي حول التلوث الناتج عن الحروب وتأثيره طويل الأمد على الأجيال القادم.

## ملخص الفيلم
يُعدُّ هذا الفيلم الوثائقي تناولًا لحياة الجنود الأمريكيين العائدين من العراق الذين تعرضوا للغبار الإشعاعي الناتج عن القنابل القذرة، وهي قذائف مدفعية مغلفة بـاليورانيوم المنضب (DU). يعاني العديد من هؤلاء الجنود من أمراض غامضة، كما يُلاحظ أن بعض أطفالهم يولدون بعيوب خلقية.